# アラン・M・オーハタ
アラン・マサハル・オーハタ（Allan Masaharu Ohata、日本名：大畠 正春〈おおはた まさはる〉、1918年9月13日 - 1977年10月17日）は、日系アメリカ人のアメリカ陸軍第100歩兵大隊軍人。第二次世界大戦時の活躍により、名誉勲章受章者となった。軍人としての最終階級は大尉。

## 経歴
1943年11月29日にイタリア・チェラスオーロで、同じく名誉勲章を授与することとなるミキオ・ハセモト一等兵とともに、自身の部隊の左側面から襲って来たドイツ軍の攻撃を撃退した功績により、当初は殊勲十字章が授与されていた。しかし、1990年代になって全てのアジア系アメリカ人の殊勲十字章受章歴を再調査したところ、名誉勲章に格上げされることとなり、2000年6月21日にホワイトハウスで執り行われた式典において、オーハタに名誉勲章を授与することが発表された。

## 名誉勲章
オーハタが受賞した名誉勲章には下記のように記されている。
アラン・M・オーハタ二等軍曹は、1943年11月29・30日のイタリア・チェラスオーロ近郊における作戦中の際立って英雄的な行動によって、その名を残すこととなった。分隊長であるオーハタ二等軍曹と3人の部下は、機関銃や機関拳銃、ライフルで武装した40名の敵兵から攻撃されている自身の小隊の左側面を防御するよう、命令された。彼は、自動小銃兵である部下の一人を自身の位置から15ヤード離れた左端に配置した。オーハタ二等軍曹は自分の位置につき、進攻してくる敵に対して有効な射撃を加えた。その部下は、自身の自動小銃が狙撃され、損害を受けた際、援助を求めた。オーハタ二等軍曹は、自身の危険を全く顧みず、自身の位置を去り、重機関銃による砲火の中、15ヤード前進した。部下の位置に達した彼は、直ちに敵に発砲して、10名の敵兵を殺害し、その部下が武器を交換するために撤退するのを上手く援護した。オーハタ二等軍曹とその自動小銃兵は、敵の位置を占拠し、37名の敵兵を殺害し、残りの3名の身柄を確保した。その後、オーハタ二等軍曹とその自動小銃兵は、他の14名の敵兵による攻撃を止めるべく、4名を殺害、3名を負傷させ、残りの者を追い払った。翌日、彼らは断固たる決意を以って自身の要塞の側面を守り、全ての攻撃を食い止めた。アラン・M・オーハタ二等軍曹の類まれな英雄的行為と任務への忠誠は、軍隊の最も崇高な伝統を維持し、また、彼本人やその部隊、ひいてはアメリカ陸軍への大きな信頼をもたらすものであった。